# Širje
Širje este o localitate din comuna Laško, Slovenia, cu o populație de 48 de locuitori.